# Chidinma Okeke
Chidinma Okeke (Warri, 11 de agosto de 2000) es una jugadora de futbol nigeriana. Juega como líbera en el Club América de México e integra la selección nacional de futbol de su país.

## Trayectoria
De 2017 a 2019 jugó en FC Robo Queens, equipo de la Liga Premier Femenina de Nigeria. Fue fichada en 2019 por el Madrid Club de Fútbol Femenino, debutando ante el Real Betis. Jugó igualmente para el Mynavi Sendai Ladies de Japón.
En 2024 jugó en la selección nacional de Nigeria que disputó partidos en los Juegos Olímpicos de París 2024.